# Marian Łazarski
Marian Łazarski (ur. 1951 w Lisiej Górze – województwo lubuskie) – polski artysta fotograf. Członek rzeczywisty Okręgu Wielkopolskiego oraz członek honorowy Związku Polskich Artystów Fotografików. Prezes Zarządu Gorzowskiego Towarzystwa Fotograficznego. Członek Federacji Amatorskich Stowarzyszeń Fotograficznych w Polsce.

## Życiorys
Marian Łazarski zainteresował się fotografią w 1965 roku. Od 1972 roku mieszka, pracuje i tworzy w Gorzowie Wielkopolskim. Jest absolwentem Politechniki Szczecińskiej. W 1973 roku został przyjęty w poczet członków Gorzowskiego Towarzystwa Fotograficznego, w którym od 1975 roku pełnił funkcje we władzach GTF – od maja 1983 roku jest prezesem Zarządu GTF. Jest kuratorem Małej Galerii Fotografii – funkcjonującej przy GTF. Jest uczestnikiem (prowadzącym) wielu spotkań, prelekcji, pokazów, warsztatów fotograficznych. Uczestniczy w pracach jury w licznych konkursach fotograficznych. Od 1990 roku jest pracownikiem Wydziału Kultury i Kultury Fizycznej Urzędu Miasta w Gorzowie Wielkopolskim. 
Marian Łazarski jest autorem i współautorem wielu wystaw fotograficznych; indywidualnych, zbiorowych, poplenerowych oraz pokonkursowych – podczas których otrzymał wiele nagród, wyróżnień, dyplomów, listów gratulacyjnych. Był fotoreporterem współpracującym z Gazetą Lubuską, prowadził warsztaty fotograficzne w Młodzieżowym Domu Kultury w Gorzowie Wielkopolskim, był nauczycielem fotografii w gorzowskim II Liceum Ogólnokształcącym oraz Centrum Kształcenia Zawodowego. 
W 1991 roku Marian Łazarski został przyjęty w poczet członków Okręgu Wielkopolskiego Związku Polskich Artystów Fotografików (legitymacja nr 671), w późniejszym czasie został członkiem honorowym ZPAF. W 2004 roku został uhonorowany Motylem – nagrodą kulinarną Prezydenta Miasta Gorzowa Wielkopolskiego.